# 知名定繁
知名 定繁（ちな ていはん、1916年5月6日 - 1993年7月25日）は、沖縄民謡の歌手、作詞・作曲家。知名定男の父として知られている。

## 略歴
沖縄県具志川市（現在のうるま市具志川）生まれ。太平洋戦争中は現在の北九州市で暮らしながら筑豊炭田で働いていた。その際に息子の知名定男が生まれた。
戦後しばらくの間、大阪で暮らし、関西における沖縄音楽の中心的人物の一人となるが、1956年、定男ら家族を引き連れて沖縄に密航。
1957年に設立された琉球民謡協会の二代目会長に就任し、宮廷音楽湛水流の研究や箏曲譜などの編纂にも取り組んだ。
作詞・作曲家としても活躍し、名作の数々は現在でも沖縄県内で広く歌い継がれている。
投網の名人としても知られた。

## おもな作品
知名が作詞・作曲したおもな作品を以下に挙げる。
- 門たんかー（具志川小唄）
- 別れの煙
- でぃぐぬ花（でいごの花）
- 嘆きの梅
- 片思い
- 仲島小唄
- 全然駄目
- 勝連のぐすく
- 乙女百合の花